# ديريك شيلبي
ديريك شيلبي (بالإنجليزية: Derrick Shelby)‏ هو لاعب كرة قدم أمريكية أمريكي، ولد في 4 مارس 1989 في هيوستن في الولايات المتحدة.

## وصلات خارجية
- ديريك شيلبي على موقع مرجع كرة القدم المحترفة.كوم (الإنجليزية)